# Annathaler Wald
Der Annathaler Wald ist ein 10,41 km² großes gemeindefreies Gebiet im Landkreis Freyung-Grafenau in Bayern. Namensgebender Ort ist das Dorf Annathal, ein Ortsteil der Gemeinde Mauth.

## Geographie
Das Forstgebiet liegt im Bayerischen Wald im Norden des Landkreises Freyung-Grafenau und ist unbewohnt. Angrenzende Gemeinden sind Mauth und Philippsreut. Zuständiges Forstrevier ist Freyung-Mauth.